# SICEF
Studentski inovacioni centar Elektronskog fakulteta (SICEF) je neprofitna, nevladina i nepolitička organizacija sačinjena od studenata sa Elektronskog fakulteta u Nišu. Organizacija je osnovana 2012. godine. 

## Ciljevi
Cilj SICEF-a je popularizacija inženjerstva, novih tehnologija i nekonvencijalnog načina razmišljanja, pružanjem prilika za lični razvoj i stručno usavršavanje studentima Elektronskog fakulteta. Rade na tome da predstave svoj fakultet i struku u najboljem svetlu i time podstaknu što više mladih ljudi da se opredele za inženjersku struku i elektrotehničke nauke.

## Projekti

### Hakaton
Hakaton je dvadesetčetvoročasovni izazov u programiranju  na kome se programeri ekipno takmiče u izradi aplikacije na zadatu temu. U toku višednevnog događaja, prvog dana se održava svečano otvaranje događaja i niz predavanja bliskih temi zadatka, a poslednjeg je prezentovanje rešenja timova i svečano proglašenje pobednika.

### 
je višednevna konferencija zamišljena kao niz predavanja kroz koje bi kompanije učesnice, lideri modernih tehnologija, predstavile svoj način poslovanja i oblasti kojima se bave, i upoznale studente sa vodećim tehnologijama i trendovima.

### Arhiva blanketa
Arhiva blanketa je praktični projekat u vidu veb stranice koji su realizovali članovi organizacije SICEF kroz niz radionica o Web programiranju.
Glavni cilj ovog projekta jeste da olakša studentima spremanje ispita i omogući da na jednom mestu pronađu sve potrebne blankete.

### Vodič za brucoše
Vodič za brucoše je praktični projekat SICEF-a u vidu veb stranice koji pomaže svojim kolegama na prvoj godini da se upoznaju sa životom studenta i da saznaju sve bitne informacije o Elektronskom fakultetu.
Glavni cilj ovog projekta jeste da olakša studentima snalaženje na fakultetu i sakupi sve informacije na jednom mestu.